# تلویزیون آینه
تلویزیون آینه یکی از شبکه‌های تلویزیونی خصوصی افغانستان است اولین تلویزیون خصوصی سراسری و جهانی در افغانستان است.

## پیدایش
تلویزیون آینه با سرمایه‌گذاری مهندس حکیم سادات مسول شرکت ظهیر الدین فاریابی، یکی از بازرگانان ولایت جوزجان، راه اندازی شده‌است. تجهیزات و فرستنده‌های تلویزیون آینه از کشور ژاپن و دستگاهای کامپیوتری پخش آن از کشور ایتالیا خریداری شده‌است. کارمندان، گویندگان و تهیه‌کنندگان برنامه‌های تلویزیون آینه، هر یک دوره‌های کوتاه مدت و برخی هم دانشکده ژورنالیسم را در کشور ترکیه گذرانده‌اند.

## برنامه‌ها
برنامه‌های این تلویزیون بیشتر به زبان ازبکی پخش می‌شود. برنامه‌های تلویزیون آیینه بیشتر تفریحی و شامل رقص و آواز است. اخبار ملی و جهانی، آهنگ‌های هنرمندان زن افغان، فیلم‌های سینمایی و دیگر برنامه‌های سرگرم‌کننده و همچنین برنامه ورزشی، تلویزیون آینه را برجسته ساخته‌است. برنامه‌های این تلویزیون خصوصی، بیشتر مشابه به پخش شبکه‌های تلویزیونی غربی است و از همین رو، ساکنان ولایات شمال افغانستان، نسبت به تلویزیون‌های محلی دولتی، پای تلویزیون آینه می‌نشینند و وقت را صرف تماشای برنامه‌های این تلویزیون می‌کنند.

## موضع سیاسی
تلویزیون آیینه بطور علنی از مواضع مارشال عبدالرشید دوستم حمایت می‌کند.